# WNBA All-Defensive Team
WNBA All-Defensive Team – umowny skład najlepszych zawodniczek defensywnych koszykarskiej ligi Women's National Basketball Association, wybierany co sezon przez panel złożony z trenerów drużyn WNBA, którzy nie mogą głosować na koszykarski z trenowanego przez siebie zespołu. Skład jest wybierany od 2005 roku. All-Defensive Team składa się z dwóch pięcioosobowych składów, pierwszego i drugiego, które tworzy 10 zawodniczek.
Zawodniczki otrzymują 2 punkty za 1 głos do pierwszego składu i 1 punkt za głos do drugiego. Pięć koszykarek z najwyższą liczbą punktów zostaje zaliczonych do pierwszego składu WNBA, natomiast kolejne pięć odpowiednio do drugiego. Miejsca w obu składach są też uzależnione od pozycji zawodniczek na boisku. Dla przykładu, jeśli w I składzie znajduje się już środkowa, a druga koszykarka występująca również na tej pozycji otrzymała więcej punktów niż dwie inne zawodniczki I składu, to ta środkowa zostaje i tak zaliczona do II składu.
Tamika Catchings jest rekordzistką w liczbie wyborów (12 - stan na 2018). Wybrano ją też najwięcej razy do I składu (10 - stan na 2018). Do drugiego składu najwięcej razy (6) wybrano Rebekkah Brunson (stan na 2018).

## Składy All-Defensive
- pogrubienie – oznacza najlepszą defensywną zawodniczkę sezonu regularnego
- (x) – oznacza kolejny wybór tej samej zawodniczki

| Sezon               | I skład               | I skład            | I skład                  | II skład                | II skład           | II skład                 |
| Sezon               | Zawodnik              | Nar.               | Zespół                   | Zawodnik                | Nar.               | Zespół                   |
| ------------------- | --------------------- | ------------------ | ------------------------ | ----------------------- | ------------------ | ------------------------ |
| 2005                | Tamika Catchings      | Stany Zjednoczone  | Indiana Fever            | Lauren Jackson          | Australia          | Seattle Storm            |
| 2005                | Sheryl Swoopes        | Stany Zjednoczone  | Houston Comets           | Taj McWilliams-Franklin | Stany Zjednoczone  | Connecticut Sun          |
| 2005                | Yolanda Griffith      | Stany Zjednoczone  | Sacramento Monarchs      | Lisa Leslie             | Stany Zjednoczone  | Los Angeles Sparks       |
| 2005                | Tully Bevilaqua       | Australia          | Indiana Fever            | Alana Beard             | Stany Zjednoczone  | Washington Mystics       |
| 2005                | Katie Douglas         | Stany Zjednoczone  | Connecticut Sun          | Deanna Nolan            | Stany Zjednoczone  | Detroit Shock            |
| 2006                | Tamika Catchings (2)  | Stany Zjednoczone  | Indiana Fever            | Alana Beard (2)         | Stany Zjednoczone  | Washington Mystics       |
| 2006                | Lisa Leslie (2)       | Stany Zjednoczone  | Los Angeles Sparks       | Małgorzata Dydek        | Polska             | Connecticut Sun          |
| 2006                | Sheryl Swoopes (2)    | Stany Zjednoczone  | Houston Comets           | Deanna Nolan (2)        | Stany Zjednoczone  | Detroit Shock            |
| 2006                | Tully Bevilaqua (2)   | Australia          | Indiana Fever            | Cheryl Ford             | Stany Zjednoczone  | Detroit Shock            |
| 2006                | Katie Douglas (2)     | Stany Zjednoczone  | Connecticut Sun          | Yolanda Griffith (2)    | Stany Zjednoczone  | Sacramento Monarchs      |
| 2007                | Tamika Catchings (3)  | Stany Zjednoczone  | Indiana Fever            | Tully Bevilaqua (3)     | Australia          | Indiana Fever            |
| 2007                | Lauren Jackson (2)    | Australia          | Seattle Storm            | Rebekkah Brunson        | Stany Zjednoczone  | Sacramento Monarchs      |
| 2007                | Katie Douglas (3)     | Stany Zjednoczone  | Connecticut Sun          | Małgorzata Dydek (2)    | Polska             | Connecticut Sun          |
| 2007                | Alana Beard (3)       | Stany Zjednoczone  | Washington Mystics       | Loree Moore             | Stany Zjednoczone  | New York Liberty         |
| 2007                | Deanna Nolan (3)      | Stany Zjednoczone  | Detroit Shock            | Chelsea Newton          | Stany Zjednoczone  | Sacramento Monarchs      |
| 2008                | Lisa Leslie (3)       | Stany Zjednoczone  | Los Angeles Sparks       | Sylvia Fowles           | Stany Zjednoczone  | Chicago Sky              |
| 2008                | Tamika Catchings (4)  | Stany Zjednoczone  | Indiana Fever            | Lauren Jackson (3)      | Australia          | Seattle Storm            |
| 2008                | Sophia Young          | /                  | San Antonio Silver Stars | Rebekkah Brunson (2)    | Stany Zjednoczone  | Sacramento Monarchs      |
| 2008                | Ticha Penicheiro      | Portugalia         | Sacramento Monarchs      | Deanna Nolan (4)        | Stany Zjednoczone  | Detroit Shock            |
| 2008                | Tully Bevilaqua (4)   | Australia          | Indiana Fever            | Katie Smith             | Stany Zjednoczone  | Detroit Shock            |
| 2009                | Tamika Catchings (5)  | Stany Zjednoczone  | Indiana Fever            | Lisa Leslie (4)         | Stany Zjednoczone  | Los Angeles Sparks       |
| 2009                | Lauren Jackson (4)    | Australia          | Seattle Storm            | Sancho Lyttle           | Hiszpania          | Atlanta Dream            |
| 2009                | Nicky Anosike         | Stany Zjednoczone  | Minnesota Lynx           | Angel McCoughtry        | Stany Zjednoczone  | Atlanta Dream            |
| 2009                | Tanisha Wright        | Stany Zjednoczone  | Seattle Storm            | Deanna Nolan (5)        | Stany Zjednoczone  | Detroit Shock            |
| 2009                | Tully Bevilaqua (5)   | Australia          | Indiana Fever            | Candace Parker          | Stany Zjednoczone  | Los Angeles Sparks       |
| 2009                |                       |                    |                          | Alana Beard (4)         | Stany Zjednoczone  | Washington Mystics       |
| 2010                | Tamika Catchings (6)  | Stany Zjednoczone  | Indiana Fever            | Lauren Jackson (5)      | Australia          | Seattle Storm            |
| 2010                | Angel McCoughtry (2)  | Stany Zjednoczone  | Atlanta Dream            | Rebekkah Brunson (3)    | Stany Zjednoczone  | Minnesota Lynx           |
| 2010                | Sylvia Fowles (2)     | Stany Zjednoczone  | Chicago Sky              | Sancho Lyttle (2)       | Hiszpania          | Atlanta Dream            |
| 2010                | Tanisha Wright (2)    | Stany Zjednoczone  | Seattle Storm            | Lindsey Harding         | Stany Zjednoczone  | Washington Mystics       |
| 2010                | Cappie Pondexter      | Stany Zjednoczone  | New York Liberty         | Tully Bevilaqua (6)     | Australia          | Indiana Fever            |
| 2010                |                       |                    |                          | Katie Douglas (4)       | Stany Zjednoczone  | Indiana Fever            |
| 2011                | Tamika Catchings (7)  | Stany Zjednoczone  | Indiana Fever            | Sancho Lyttle (3)       | Hiszpania          | Atlanta Dream            |
| 2011                | Rebekkah Brunson (4)  | Stany Zjednoczone  | Minnesota Lynx           | Swin Cash               | Stany Zjednoczone  | Seattle Storm            |
| 2011                | Sylvia Fowles (3)     | Stany Zjednoczone  | Chicago Sky              | Tina Charles            | Stany Zjednoczone  | Connecticut Sun          |
| 2011                | Tanisha Wright (3)    | Stany Zjednoczone  | Seattle Storm            | Armintie Price          | Stany Zjednoczone  | Atlanta Dream            |
| 2011                | Angel McCoughtry (3)  | Stany Zjednoczone  | Atlanta Dream            | Katie Douglas (5)       | Stany Zjednoczone  | Indiana Fever            |
| 2012                | Tamika Catchings (8)  | Stany Zjednoczone  | Indiana Fever            | Sophia Young (2)        | /                  | San Antonio Silver Stars |
| 2012                | Sancho Lyttle (4)     | Stany Zjednoczone  | Atlanta Dream            | Candace Parker (2)      | Stany Zjednoczone  | Los Angeles Sparks       |
| 2012                | Sylvia Fowles (4)     | Stany Zjednoczone  | Chicago Sky              | Tina Charles (2)        | Stany Zjednoczone  | Connecticut Sun          |
| 2012                | Alana Beard (5)       | Stany Zjednoczone  | Los Angeles Sparks       | Armintie Price (2)      | Stany Zjednoczone  | Atlanta Dream            |
| 2012                | Briann January        | Stany Zjednoczone  | Indiana Fever            | Danielle Robinson       | Stany Zjednoczone  | San Antonio Silver Stars |
| 2013                | Sylvia Fowles (5)     | Stany Zjednoczone  | Chicago Sky              | Rebekkah Brunson (5)    | Stany Zjednoczone  | Minnesota Lynx           |
| 2013                | Tamika Catchings (9)  | Stany Zjednoczone  | Indiana Fever            | Glory Johnson           | Stany Zjednoczone  | Tulsa Shock              |
| 2013                | Angel McCoughtry (4)  | Stany Zjednoczone  | Atlanta Dream            | Érika de Souza          | Brazylia           | Atlanta Dream            |
| 2013                | Armintie Price (3)    | Stany Zjednoczone  | Atlanta Dream            | Briann January (2)      | Stany Zjednoczone  | Indiana Fever            |
| 2013                | Tanisha Wright (4)    | Stany Zjednoczone  | Seattle Storm            | Jia Perkins             | Stany Zjednoczone  | San Antonio Silver Stars |
| 2013                |                       |                    |                          | Danielle Robinson (2)   | Stany Zjednoczone  | San Antonio Silver Stars |
| 2014                | Sancho Lyttle (5)     | Hiszpania          | Atlanta Dream            | Tamika Catchings (10)   | Stany Zjednoczone  | Indiana Fever            |
| 2014                | Angel McCoughtry (5)  | Stany Zjednoczone  | Atlanta Dream            | Maya Moore              | Stany Zjednoczone  | Minnesota Lynx           |
| 2014                | Brittney Griner       | Stany Zjednoczone  | Phoenix Mercury          | Sylvia Fowles (6)       | Stany Zjednoczone  | Chicago Sky              |
| 2014                | Tanisha Wright (5)    | Stany Zjednoczone  | Seattle Storm            | Alana Beard (6)         | Stany Zjednoczone  | Los Angeles Sparks       |
| 2014                | Briann January (3)    | Stany Zjednoczone  | Indiana Fever            | Danielle Robinson (3)   | Stany Zjednoczone  | San Antonio Stars        |
| 2015                | Tamika Catchings (11) | Stany Zjednoczone  | Indiana Fever            | Tina Charles (3)        | Stany Zjednoczone  | New York Liberty         |
| 2015                | Nneka Ogwumike        | /                  | Los Angeles Sparks       | Sancho Lyttle (6)       | Hiszpania          | Atlanta Dream            |
| 2015                | Brittney Griner (2)   | Stany Zjednoczone  | Phoenix Mercury          | Kiah Stokes             | Stany Zjednoczone  | New York Liberty         |
| 2015                | Angel McCoughtry (6)  | Stany Zjednoczone  | Atlanta Dream            | DeWanna Bonner          | Stany Zjednoczone  | Phoenix Mercury          |
| 2015                | Briann January (4)    | Stany Zjednoczone  | Indiana Fever            | Tanisha Wright (6)      | Stany Zjednoczone  | New York Liberty         |
| 2016                | Alana Beard (7)       | Stany Zjednoczone  | Los Angeles Sparks       | Brittney Griner (3)     | Stany Zjednoczone  | Phoenix Mercury          |
| 2016                | Angel McCoughtry (7)  | Stany Zjednoczone  | Atlanta Dream            | Tamika Catchings (12)   | Stany Zjednoczone  | Indiana Fever            |
| 2016                | Nneka Ogwumike (2)    | /                  | Los Angeles Sparks       | Breanna Stewart         | Stany Zjednoczone  | Seattle Storm            |
| 2016                | Sylvia Fowles (7)     | Stany Zjednoczone  | Minnesota Lynx           | Tanisha Wright (7)      | Stany Zjednoczone  | New York Liberty         |
| 2016                | Briann January (5)    | Stany Zjednoczone  | Indiana Fever            | Jasmine Thomas          | Stany Zjednoczone  | Connecticut Sun          |
| 2017                | Alana Beard (8)       | Stany Zjednoczone  | Los Angeles Sparks       | Brittney Griner (4)     | Stany Zjednoczone  | Phoenix Mercury          |
| 2017                | Tina Charles (4)      | Stany Zjednoczone  | New York Liberty         | Rebekkah Brunson (6)    | Stany Zjednoczone  | Minnesota Lynx           |
| 2017                | Nneka Ogwumike (3)    | /                  | Los Angeles Sparks       | Maya Moore (2)          | Stany Zjednoczone  | Minnesota Lynx           |
| 2017                | Sylvia Fowles (8)     | Stany Zjednoczone  | Minnesota Lynx           | Briann January (6)      | Stany Zjednoczone  | Indiana Fever            |
| 2017                | Jasmine Thomas (2)    | Stany Zjednoczone  | Connecticut Sun          | Alyssa Thomas           | Stany Zjednoczone  | Connecticut Sun          |
| 2018                | Alana Beard (9)       | Stany Zjednoczone  | Los Angeles Sparks       | Sylvia Fowles (9)       | Stany Zjednoczone  | Minnesota Lynx           |
| 2018                | Brittney Griner (5)   | Stany Zjednoczone  | Phoenix Mercury          | Rebekkah Brunson (7)    | Stany Zjednoczone  | Minnesota Lynx           |
| 2018                | Natasha Howard        | Stany Zjednoczone  | Seattle Storm            | Nneka Ogwumike (4)      | /                  | Los Angeles Sparks       |
| 2018                | Jessica Breland       | Stany Zjednoczone  | Atlanta Dream            | Ariel Atkins            | Stany Zjednoczone  | Washington Mystics       |
| 2018                | Jasmine Thomas (3)    | Stany Zjednoczone  | Connecticut Sun          | Tiffany Hayes           | Stany Zjednoczone  | Atlanta Dream            |
| 2019                | Natasha Howard (2)    | Stany Zjednoczone  | Seattle Storm            | Brittney Griner (6)     | Stany Zjednoczone  | Phoenix Mercury          |
| Jonquel Jones       | Bahamy                | Connecticut Sun    | Ariel Atkins (2)         | Stany Zjednoczone       | Washington Mystics |                          |
| Jasmine Thomas (4)  | Stany Zjednoczone     | Connecticut Sun    | Alysha Clark             | Stany Zjednoczone       | Seattle Storm      |                          |
| Nneka Ogwumike (5)  | Stany Zjednoczone     | Los Angeles Sparks | Alyssa Thomas (2)        | Stany Zjednoczone       | Connecticut Sun    |                          |
| Jordin Canada       | Stany Zjednoczone     | Seattle Storm      | Natasha Cloud            | Stany Zjednoczone       | Washington Mystics |                          |
| 2020                | Alysha Clark (2)      | Stany Zjednoczone  | Seattle Storm            | Breanna Stewart (2)     | Stany Zjednoczone  | Seattle Storm            |
| Betnijah Laney      | Stany Zjednoczone     | Atlanta Dream      | Napheesa Collier         | Stany Zjednoczone       | Minnesota Lynx     |                          |
| Brianna Turner      | Stany Zjednoczone     | Phoenix Mercury    | Ariel Atkins (3)         | Stany Zjednoczone       | Washington Mystics |                          |
| Alyssa Thomas (3)   | Stany Zjednoczone     | Connecticut Sun    | Brittney Sykes           | Stany Zjednoczone       | Los Angeles Sparks |                          |
| Elizabeth Williams  | Stany Zjednoczone     | Atlanta Dream      | A'ja Wilson              | Stany Zjednoczone       | Las Vegas Aces     |                          |
| 2021                | Brittney Sykes (2)    | Stany Zjednoczone  | Los Angeles Sparks       | Jasmine Thomas (5)      | Stany Zjednoczone  | Connecticut Sun          |
| Briann January (7)  | Stany Zjednoczone     | Connecticut Sun    | Ariel Atkins (4)         | Stany Zjednoczone       | Washington Mystics |                          |
| Jonquel Jones (2)   | /                     | Connecticut Sun    | Breanna Stewart (3)      | Stany Zjednoczone       | Seattle Storm      |                          |
| Brianna Turner (2)  | Stany Zjednoczone     | Phoenix Mercury    | Brionna Jones            | Stany Zjednoczone       | Connecticut Sun    |                          |
| Sylvia Fowles (10)  | Stany Zjednoczone     | Minnesota Lynx     | Brittney Griner (7)      | Stany Zjednoczone       | Phoenix Mercury    |                          |
| 2022                | Natasha Cloud (2)     | Stany Zjednoczone  | Washington Mystics       | Brittney Sykes (3)      | Stany Zjednoczone  | Los Angeles Sparks       |
| Ariel Atkins (5)    | Stany Zjednoczone     | Washington Mystics | Gabby Williams           | Francja                 | Seattle Storm      |                          |
| A'ja Wilson (2)     | Stany Zjednoczone     | Las Vegas Aces     | Alyssa Thomas (4)        | Stany Zjednoczone       | Connecticut Sun    |                          |
| Breanna Stewart (4) | Stany Zjednoczone     | Seattle Storm      | Jonquel Jones (3)        | /                       | Connecticut Sun    |                          |
| Sylvia Fowles (11)  | Stany Zjednoczone     | Minnesota Lynx     | Ezi Magbegor             | Australia               | Seattle Storm      |                          |